# لی رایان
لی رایان (به انگلیسی: Lee Ryan) (زاده ۱۷ جون، ۱۹۸۳ در چاتام، کنت، بریتانیا) خواننده، ترانه‌نویس، بازیگر و یکی از اعضاء گروه موسیقی بلو می‌باشد.

## زندگی و حرفه
لی رایان در چاتام کنت به دنیا آمد. پدر و مادرش وقتی او ۵ ساله بود از هم جدا شدند. لی بیشتر همراه با مادرش، خواهرش جمِا و مادربزرگش زندگی می‌کرد. در ۵ سالگی اینطور تشخیص داده شد که او از دیسلکزیا (نوعی بیماری که در آن بیمار قادر به خواندن و نوشتن نخواهد بود) رنج می‌برد. لی در مدرسه پسرانه چاتام گرامر برای پسران ثبت نام شد که بعداً از همان‌جا کارهای هنری و تئاتر را شروع کرد. در بلو، لی به عنوان یک عضو اصلی و غیرقابل تعویض گروه‌است. این بیشتر به خاطر صدای رسای او است که او را به عنوان خواننده اصلی گروه می‌شمارند. در گروه بلو در سال ۲۰۰۵ او آهنگی با نام مانند مردم بایست (به انگلیسی: Stand Up As People) را برای گروه جترو تال در آلبوم فرزندان جنگ (به انگلیسی: War Child) اجرا کرد. بعد از چند برنامه موفقیت‌آمیز همراه با بلو، او گروه را ترک کرد و به اجرای تنهایی پرداخت.

### کارهای تکی
لی صدای زیر مردانه دارد. اولین تک‌آهنگ لی، لشکر عاشقان (به انگلیسی: Army of Lovers) نام دارد که در ۱۸ ژوئیه ۲۰۰۵ عرضه شد. این تک‌آهنگ به عنوان اولین کار لی بسیار خوب درخشید و در جدول تک‌آهنگ‌های بریتانیا رتبه سوم را گرفت، علاوه بر آن در ایتالیا رتبه اول را از آن خود کرد.
در اول اوت، لی اولین آلبوم خودش را با نام خودش یعنی لی ریان (به انگلیسی: Lee Ryan) عرضه کرد. آلبوم بسیار عالی درخشید و رتبه‌های ۶ و ۳ را در بریتانیا و ایتالیا از آن خود کرد و همچنین ۵ هفته در تاپ ۱۰ ماند. در دهم اکتبر، لی دومین تک‌آهنگ خود را با نام ماشینت را برگردان (به انگلیسی: Turn Your Car Around) عرضه کرد. این آهنگ با اینکه یکی از بهترین کارهای لی محسوب می‌شود و یک پیشرفت بسیار خوب محسوب می‌شد اما به خاطر کم بودن شور و شوق برای اولین تک‌آهنگش نتوانست وارد تاپ ۱۰ شود و در رتبه دوازدهم باقی‌ماند.
در سال ۲۰۰۵ کمپانی فشن ایتالیایی Dolce & Gabbana قراردادی را با لی امضاء کردند که او تبلیغ لباسهای آن‌ها را برای انگلستان کند و به نوعی صورت انگلستانی کمپانی باشد.
در ژانویه ۲۰۰۶، لی سومین و آخرین تک‌آهنگ خودش را در بریتانیا با نام وقتی به تو فکر می‌کنم (به انگلیسی: When I Think of You) عرضه کرد که رتبه ۱۵ را در بریتانیا گرفت.
پس از آن لی دو آهنگ دیگر خودش را نیز عرضه کرد. عشق واقعی (به انگلیسی: Real Love) برای فیلم عصر یخبندان: شکست (به انگلیسی: Ice Age: The Meltdown) در آخر فیلم خوانده شد، البته بعداً لی بعداً در قسمت صدا پردازی و دوبله شخصیت Elk در این فیلم برای بریتانیا ظاهر شد. آهنگ چگونه می‌توانم (به انگلیسی: How Do I) در قالب یک فرم برای هوادارانش در وبسایت رسمی اش منتشر شد. لی قبلاً کارگردانی آهنگ آرام نفس کشیدن (به انگلیسی: Breath Easy) گروه گروه موسیقی بلو نیز انجام داده بود.

### آینده در موسیقی
بعد از موفقیت او در اولین آلبومش، تصمیم به آلبوم دوم خودش گرفت که می‌خواست آن را جداگانه نشر کند. بعد مشورت با SonyBMG گزارش‌ها اینطور می‌گفتند که آلبوم جدید لی ریان با همراهی التون جان، جو او میارا (Jo O'Meara)، رپرهایی مانند لیل کیم و چارلی بالیتمور و دوست و همکار قدیمی اش در سایمون وب خواهد بود. البته هیچ‌کدام از این اطلاعات را تاکنون لی تأیید نکرده‌است. دو آهنگ‌های لی با نامهای Stand Up As People و Free در صفحه مای اسپیس (My Space) او نشر شدند.

## فیلم‌شناسی
- ۲۰۰۰ - Holby City- در نقش بازیگر مهمان
- ۲۰۰۶ - Ice Age 2: The Meltdown
- ۲۰۰۸ - Come Dine With Me
- ۲۰۰۸ - The Heavy

## آلبوم‌شناسی

### آلبوم‌ها
| سال  | آلبوم                                                  | مقام در جدول | مقام در جدول | مقام در جدول | مقام در جدول | مقام در جدول | مقام در جدول | گواهینامه‌ها          | فروش                                         |
| سال  | آلبوم                                                  | UK           | IRL          | GER          | SWI          | ITA          | FRA          | گواهینامه‌ها          | فروش                                         |
| ---- | ------------------------------------------------------ | ------------ | ------------ | ------------ | ------------ | ------------ | ------------ | -------------------- | -------------------------------------------- |
| ۲۰۰۵ | لی رایان - Released: ۱ اوت ۲۰۰۵ - برچسپ‌ها: سونی بی‌ام‌جی | ۶            | ۹۶           | ۷۹           | ۶۱           | ۳            | ۱۱۵          | - UK: طلا - ITA: طلا | - ITA: ۶۰٬۰۰۰ - UK: ۱۰۰٬۰۰۰ - جهانی: ۱۸۰٬۰۰۰ |
| ۲۰۱۰ | اعترافات - Released: ۲۰۱۰ - برچسپ‌ها: جفن رکوردز        |              |              |              |              |              |              |                      |                                              |

### تک‌آهنگ‌ها
| سال  | نام                                                           | رتبه در جدول | رتبه در جدول | رتبه در جدول | رتبه در جدول | رتبه در جدول | رتبه در جدول | آلبوم    |
| سال  | نام                                                           | UK           | UK           | ITA          | GER          | BEL          | SWI          | آلبوم    |
| ---- | ------------------------------------------------------------- | ------------ | ------------ | ------------ | ------------ | ------------ | ------------ | -------- |
| ۲۰۰۵ | لشکر عاشقان (Army of Lovers)                                  | ۳            | ۱۷           | ۱            | ۲۹           | ۲۷           | ۴۹           | لی رایان |
| ۲۰۰۵ | ماشین را برگردان (Turn Your Car Around)                       | ۱۲           | ۲۲           | ۲            | ۵۲           | —            | —            | لی رایان |
| ۲۰۰۵ | وقتی در مورد تو فکر می‌کنم (When I Think of You)               | ۱۵           | ۲۹           | —            | —            | —            | —            | لی رایان |
| ۲۰۰۶ | عشق واقعی (Real Love)                                         | —            | —            | —            | ۵۶           | —            | ۷۴           | لی رایان |
| ۲۰۰۷ | عشق محکم (Reinforce Love)                                     | ۱۰۱          | —            | —            | —            | —            | —            | N/A      |
| ۲۰۱۰ | من کسی هستم که هستم/ عشق مخفی ("I Am Who I Am / Secret Love") | ۳۳           | —            | —            | —            | —            | —            | اعترافات |

### آهنگ‌های دیگر
- «Stand Up As People» -۲۰۰۴ - به عنوان یک مجموعه گردآوری شده در آلبوم فرزند جنگ: امید (War Child: Hope).
- «Why Me» -۲۰۰۴ - عرضه شده برای موسیقی متن فیلم اشتیاق مسیح (The Passion of Christ)
- «Come Together Now» -۲۰۰۶ - تک‌آهنگ وقف شده برای جمع‌آوری اعانه برای آسیب دیدگان طوفان کاترینا به همراه خوانندگان دیگری مانند سلین دیون، جوز استون، د گیم، وایکلف جین، استیسی اریکو و ناتالی کول همراه با دیگران.